# 贾华
贾华（1921年—1983年），男，江苏如皋人，中华人民共和国政治人物。

## 生平
早年参加东江纵队，后担任两广纵队团供给处主任。1979年，担任中共深圳市委常委、副书记。深圳建市后，担任深圳市革命委员会主任。。